# Джентилетти, Сантьяго
Сантьяго Хуан Джентилетти Селак (исп. Santiago Juan Gentiletti Selak; 9 января 1985, Гёдекен, Касерос, Санта-Фе, Аргентина) — аргентинский футболист, защитник.

## Клубная карьера
Джентилетти начал карьеру в клубе «Химнасия Ла-Плата». В 2003 году он дебютировал за команду в аргентинской Примере. В «Химнасии» Сантьяго провёл пять лет, так и не став футболистом основы. В 2008 году он покинул Аргентину и два сезона выступал в чилийской Примере за «Провинсиаль Осорно» и «О’Хиггинс». В 2010 году Джентилетти вернулся на родину подписав соглашение с «Архентинос Хуниорс». 16 февраля в матче против «Ньюэллс Олд Бойз» он дебютировал в новом клубе. 28 февраля в поединке против «Годой-Крус» Сантьяго забил свой первый гол за команду. В своём первом сезоне Джентилетти выиграл Клаусуру.
В 2011 году он перешёл во французский «Брест». 13 августа в матче против «Валансьена» Сантьяго дебютировал в Лиге 1. 17 сентября в поединке против «Монпелье» он забил свой первый гол во Франции. По окончании сезона Джентилетти вернулся на родину. Его новым клубом стал «Сан-Лоренсо». 9 сентября в матче против «Колона» он дебютировал за команду. 23 февраля 2013 года в поединке против «Эстудиантеса» Сантьяго забил свой первый гол за «Сан-Лоренсо». 8 мая 2014 года в 1/4 финала Кубка Либертадорес против бразильского «Крузейро» Джентилетти забил гол, который позволил его команде выйти в полуфинал. В составе Сан-Лоренсо он во второй раз стал чемпионом Аргентины, а также выиграл Кубок Либертадорес.
В августе 2014 года Джентилетти перешёл в итальянский «Лацио». 14 сентября в матче против «Чезены» он дебютировал в итальянской Серии A. 16 мая 2015 года в поединке против «Сампдории» Сантьяго забил свой первый гол за «Лацио». Летом 2016 года Джентилетти присоединился к «Дженоа». 21 августа в матче против «Кальяри» он дебютировал за новую команду. Летом 2018 года Сантьяго присоединился к испанскому «Альбасете».

## Достижения
Командные
 «Архентинос Хуниорс»
- Чемпион Аргентины — Клаусура 2010

 «Сан-Лоренсо»
- Чемпион Аргентины — Инисиаль 2013/14
- Обладатель Кубка Либертадорес — 2014